# Starship HLS
Starship HLS és una variant d'aterratge lunar de la nau espacial Starship que està programada per transferir astronautes des d'una òrbita lunar a la superfície de la Lluna i tornar. Està sent dissenyat i construït per SpaceX sota el contracte del Human Landing System a la NASA com a element crític del programa Artemis de la NASA per aterrar una tripulació a la Lluna.
El pla de la missió demana que un vehicle de llançament de Starship llanci una Starship HLS a l'òrbita de la Terra, on serà repostada per diverses naus cisterna Starship abans d'impulsar-se a una òrbita lunar d'halo gairebé rectilínia (NRHO). Allà, es trobarà amb una nau espacial Orion tripulada que serà llançada des de la Terra per un llançador del Sistema de llançament espacial (SLS) de la NASA. Una tripulació de dos astronautes es traslladarà d'Orió a HLS, que després baixarà a la superfície lunar per a una estada d'aproximadament 7 dies, incloent almenys cinc EVA. Després tornarà la tripulació a Orion a NRHO.
En la tercera fase del seu procés d'adquisició de HLS, la NASA va atorgar a SpaceX un contracte l'abril de 2021 per desenvolupar, produir i demostrar Starship HLS. Es preveu un vol de prova sense tripulació per al 2025 per demostrar un aterratge exitós a la Lluna. Després d'aquesta prova, s'espera que es produeixi un vol amb tripulació com a part de la missió Artemis 3, no abans del setembre de 2026. Més tard, la NASA va contractar una versió millorada de Starship HLS per ser utilitzada a la missió Artemis 4.

## Disseny
Starship HLS és una variant de la nau espacial de SpaceX optimitzada per operar a la Lluna i al seu voltant. A diferència de la nau espacial estàndard, Starship HLS mai tornarà a entrar en una atmosfera, de manera que no té un escut tèrmic ni superfícies de control de vol. Això redueix la seva massa, així com el nombre de llançaments de vaixells cisterna necessaris per a repostar. A diferència dels dissenys HLS anteriors que proposaven múltiples etapes, tota la nau espacial funciona tant com a etapa d'ascens com de descens. Igual que altres variants de Starship, Starship HLS té sis motors Raptor muntats a la cua, que s'utilitzen durant el llançament i la majoria de l'aterratge i l'ascens. Quan estigui a 100 metres de la superfície lunar, la variant utilitzarà propulsors RCS d'alt empenta situats a la meitat del cos per evitar l'impacte del plomall amb el regolit lunar, encara que aquests propulsors potser no siguin necessaris. Els propulsors cremen oxigen i metà gasosos en lloc de l'oxigen i metà líquids utilitzats pels Raptors. :50:30 L'energia elèctrica és subministrada per una banda de plaques solars al voltant de la circumferència del vehicle. HLS té la capacitat de romandre en òrbita lunar durant 100 dies.
Segons la NASA, minimitzar els canvis en la configuració del vehicle i fer que el disseny i desenvolupament de Starship HLS sigui el més habitual possible beneficiarà les futures construccions de Starship HLS eliminant la necessitat de proves, avaluació i verificació addicionals de diferents dissenys de vehicles. La NASA va afegir que això també permetrà a SpaceX accelerar la construcció de vehicles per ajudar a garantir la disponibilitat i el lliurament a temps per a la integració de la missió.

### Desenvolupament
Els astronautes de la NASA van provar el concepte d'ascensor de Starship HLS el desembre de 2023. El febrer de 2024, SpaceX havia provat completament el sistema de suport vital. i la NASA va realitzar una prova a gran escala del sistema de transferència d'acoblament de l'Starship HlS a Orion -i més tard Gateway-. El mateix mes, la NASA va dir que SpaceX havia assolit més de 30 fites específiques de l'HLS definint i provant el maquinari necessari per a la generació d'energia, les comunicacions, l'orientació i la navegació, la propulsió, el suport vital i la protecció dels entorns espacials.